# Sweet Child o' Mine
"Sweet Child o' Mine" é uma canção da banda de rock estadunidense Guns N' Roses. Faz parte do seu álbum de estreia, Appetite for Destruction. A canção foi lançada em agosto de 1988 como o terceiro single do álbum, e liderou a parada Billboard Hot 100, tornando-se o único single número um da banda nos Estados Unidos. A Billboard a classificou como a quinta melhor canção de 1988. Relançada em 1989, alcançou o número seis na UK Singles Chart. O guitarrista Slash disse em 1990: "[A canção] se transformou em um grande sucesso e agora me deixa doente. Quero dizer, eu gosto, mas odeio o que ela representa".

## Aparições na mídia
- Esta canção pode ser tocada no jogo Guitar Hero II e Guitar Hero III: Legends of Rock.
- Em 2008, foi incluída na trilha sonora do filme O Lutador, mas devido ao pequeno orçamento disponível, o cantor e compositor Axl Rose cedeu o uso da música sem que fosse necessário qualquer pagamento.
- No filme Quase Irmãos, também de 2008, "Sweet Child o' Mine" é cantada pela família de Derek durante um passeio de carro.
- Um cover do single feito por Sheryl Crow foi incluído no filme O Paizão, de 1999, numa cena em que Sonny Colfax (Adam Sandler) pensa em sua "doce criança"; o hit é tocado em diversas partes do filme, incluindo uma em que quem canta é Sheryl Crow e nos créditos no final do filme.
- No trailer do filme A Última Casa toca-se "Sweet Child o' Mine".
- A cantora Fergie interpretou a canção junto a Slash durante um medley do grupo Black Eyed Peas no Super Bowl do dia 6 de fevereiro de 2011.
- O humorista Marcelo Adnet fez uma paródia da música no Programa do Jô, programa da Rede Globo. Adnet fez tal paródia na voz do empresário e apresentador de TV Silvio Santos.
- Em 2014, no programa Esquenta!, os sambistas Péricles e Alcione cantaram a música na versão original.[10]
- Em 1989/1990, a música fez parte da trilha sonora internacional da novela O Sexo dos Anjos, da Rede Globo, na sua versão editada. Na trama de Ivani Ribeiro, remake da novela O Terceiro Pecado, a canção foi tema da personagem Marilu, interpretada pela atriz Ana Borges.[11]
- No filme Capitão Fantástico, de 2016, as personagens cantam trechos da música.
- Foi o primeiro vídeo dos anos 1980 a atingir 1 bilhão de visualizações na plataforma YouTube em outubro de 2019.
- Está presente no teaser trailer de Thor: Amor e Trovão.[12]

Álbum "O Sexo dos Anjos Internacional", lançado no início de 1990 pela Somlivre, na ocasião da exibição da novela pela Rede Globo, onde a canção esteve incluída.

## Créditos
- Axl Rose - vocal
- Slash - guitarra solo
- Izzy Stradlin - guitarra rítmica, backing vocals
- Duff McKagan - baixo, backing vocals
- Steven Adler - bateria